# Jacob Tremblay
Jacob Tremblay (/ ˈtrɒmbleɪ /; sinh ngày 5 tháng 10 năm 2006) là một nam diễn viên người Canada. Vai diễn Jack Newsome trong Room (2015) đã giúp anh giành được giải BFCA cho diễn viên trẻ xuất sắc nhất và giải CSA cho nam diễn viên chính xuất sắc nhất, và được đề cử giải SAG cho nam diễn viên phụ xuất sắc nhất. Năm 2017, cậu đóng vai chính là August Pullman, một đứa trẻ có hội chứng Treacher Collins, trong bộ phim Wonder (2017).
Năm 2018, anh vào vai cậu bé tự kỷ nhưng thông minh trong phim Quái thú vô hình.

## Danh sách phim

### Điện ảnh
| Năm  | Tên phim        | Vai diễn       | Ghi chú |
| ---- | --------------- | -------------- | ------- |
| 2015 | Căn phòng       | Jack Newsome   |         |
| 2017 | Điều kỳ diệu    | August Pullman |         |
| 2021 | Mùa hè của Luca | Luca Paguro    |         |
| 2023 | Nàng tiên cá    | Flounder       |         |